# Aero (automobilka)

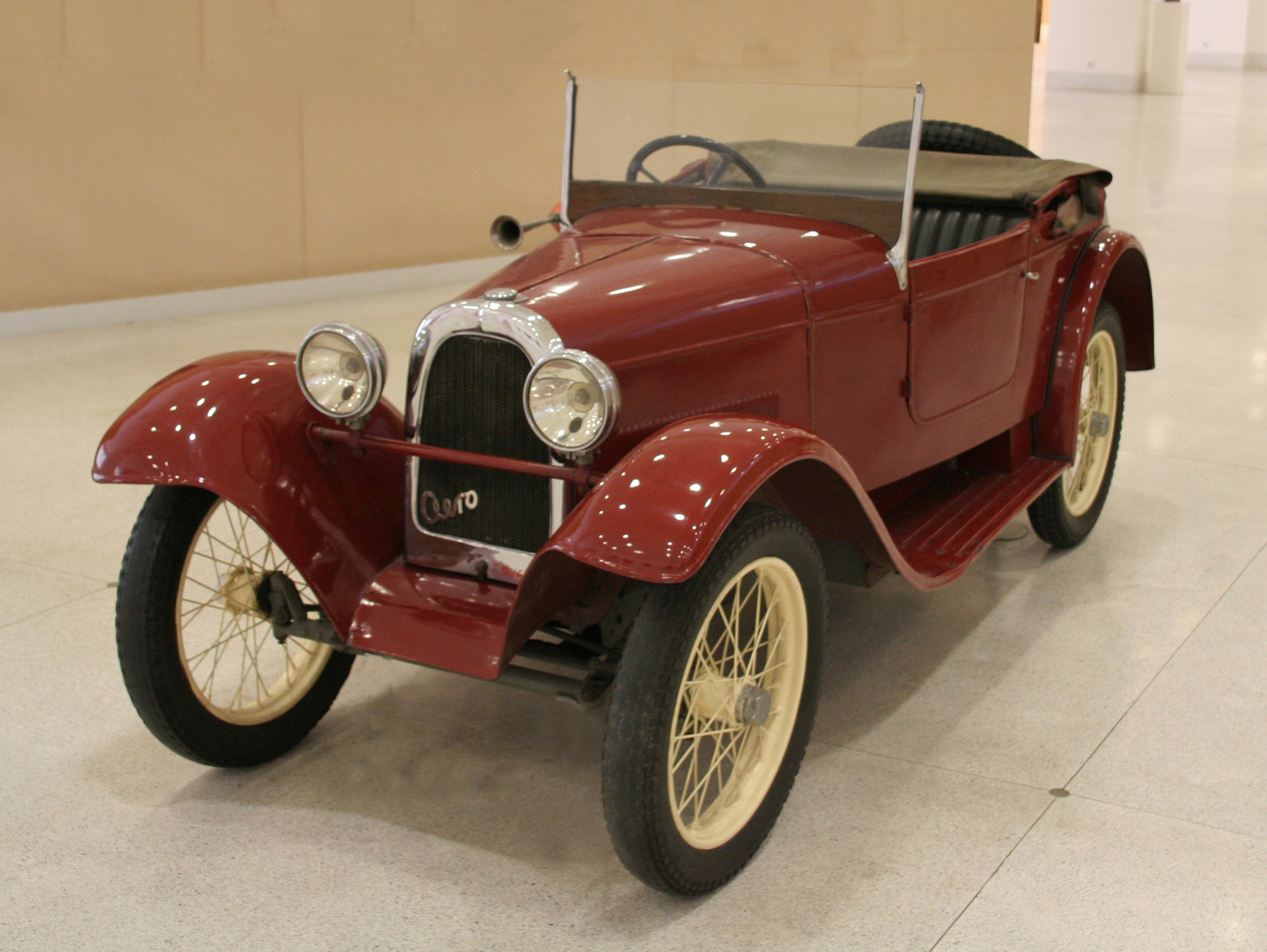
Aero 500

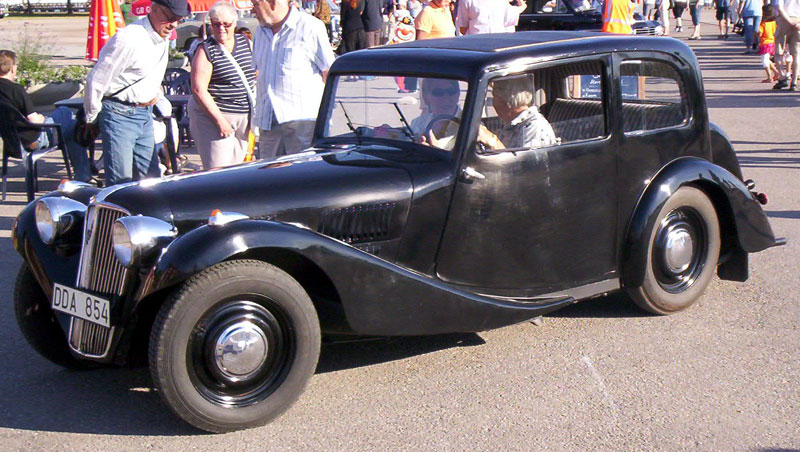
Aero 30 z roku 1935

Aero byla značka automobilů, vyráběných v letech 1929–1951 stejnojmenným českým výrobcem letadel v Praze - Vysočanech.

## Automobily Aero
První vůz vyráběný firmou Aero byl upravený vůz ENKA od firmy Košař, ta ho sama od roku 1927 s úspěchem prodávala.
Automobil Aero s jednoválcovým motorem o obsahu 500 ccm bylo v roce 1929 možné koupit za stejnou cenu jako motocykl se sajdkárou, tj. 18 000 korun. Tato Aerovka sice patřila do kategorie vozítek, ale vypadala a chovala se jako "dospělý" automobil. Původní Aero 500 bylo v roce 1931 zdokonaleno a dostalo nové typové označení Aero 662 a vyráběl se v letech 1931–1934. To poháněl řadový dvouválec o objemu 662 cm³. V roce 1933 následovalo Aero 1000 s litrovým motorem.
V roce 1934 vznikla nová řada Aero 30 a později i velký vůz Aero 50.
Během 2. světové války se výrobní linka továrny musela zapojit do zbrojního programu Německé říše, pracovali zde mj. totálně nasazení Češi (např. Jiří Blažek (grafik)).
Vozy Aero Pony a Aero Rekord, tajně vyvíjené během druhé světové války, se úředním rozhodnutím již nedostaly do sériové výroby.

### Cizí konstrukce pod značkou Aero
Na podzim roku 1945 byla společnost znárodněna a výroba vlastních osobních vozů ukončena. Místo toho byla do vysočanské továrny přesunuta výroba lehkého nákladního vozu Škoda 150. Ten zde byl vyráběn v letech 1945–1947 jako Aero 150.
Pod značkou Aero se v letech 1947–1951 vyráběl osobní vůz Minor II, vyvinutý továrnou Jawa.

## Seznam automobilů pod značkou Aero
| Označení      | Typ vozidla    | Roky výroby | Vyrobeno    | Počet válců | Zdvihový objem | Výkon          | Max. rychlost |
| ------------- | -------------- | ----------- | ----------- | ----------- | -------------- | -------------- | ------------- |
| Aero 500      | malý osobní    | 1929–1933   | 1359        | 1           | 500 cm³        | 10 k (7,5 kW)  | 70 km/h       |
| Aero 662      | malý osobní    | 1931–1934   | 2615        | 2           | 662 cm³        | 18 k (13,5 kW) | 90 km/h       |
| Aero 1000     | malý osobní    | 1932–1934   | 236         | 2           | 999 cm³        | 26 k (19 kW)   | 100 km/h      |
| Aero 30       | malý osobní    | 1934–1947   | 7964        | 2           | 998 cm³        | 30 k (22 kW)   | 100 km/h      |
| Aero 50       | střední osobní | 1936–1942   | 1205        | 4           | 1997 cm³       | 48 k (35 kW)   | 130 km/h      |
| Aero Pony     | malý osobní    | 1941        | 2 prototypy | 2           | 745 cm³        | 21 k (15 kW)   | 110 km/h      |
| Aero Rekord   | střední osobní | 1945        | 2 prototypy | 4           | 1491 cm³       | 39 k (29 kW)   | 120 km/h      |
| Aero 150      | lehký nákladní | 1945–1947   | < 1000 ?    | 4           | 2091 cm³       | 52 k (38,5 kW) | 80 km/h       |
| Aero Minor II | malý osobní    | 1946–1951   | 14 187      | 2           | 615 cm³        | 20 k (14,5 kW) | 90 km/h       |